# Купчино (станция метро)
«Ку́пчино» — станция Петербургского метрополитена. Конечная станция Московско-Петроградской линии в южном направлении. Расположена на наземном участке линии между порталом тоннелей и депо «Московское». Открыта 25 декабря 1972 года в составе участка «Московская» — «Купчино».

## Происхождение названия
Проектное название станции — «Ви́тебская» — производное от ряда, восходящего к Витебскому вокзалу — отправному пункту железной дороги:
- Санкт-Петербург-Витебскому региону Октябрьской железной дороги принадлежит пассажирская платформа, вновь создававшаяся одновременно со станцией метро; к нему же пристыкованы гейты на электродепо «Московское», которое также строилось и вводилось в эксплуатацию одновременно со станцией.
- Витебский проспект, идущий параллельно названной железной дороге, к западу от неё — в 1970-е годы он заканчивался у вновь построенных станций.

Городская Комиссия по наименованиям (советский аналог современной Топонимической комиссии Санкт-Петербурга) рекомендовала для станции название «Дунайская», поскольку неподалёку было запланировано прохождение одноимённого проспекта.
Окончательное название, «Купчино», станция метро получила 28 октября 1968 года по названию деревни, расположенной в 2 км к северу от неё, близ той же линии железной дороги. При этом, как следствие ввода в эксплуатацию новых станций:
- название более близкой к деревне железнодорожной платформы Купчино (менее 1 км на север от деревни, построена в 1927 году) было передано новой платформе, сопряжённой с линией метро, а
- «старая ж/д платформа Купчино» была через некоторое время переименована в «Проспект Славы», по имени главной широтной транспортной артерии Фрунзенского района, начало которой отстоит от этой платформы примерно на то же расстояние к северу, что и деревня Купчино — к югу[3].

## Расположение

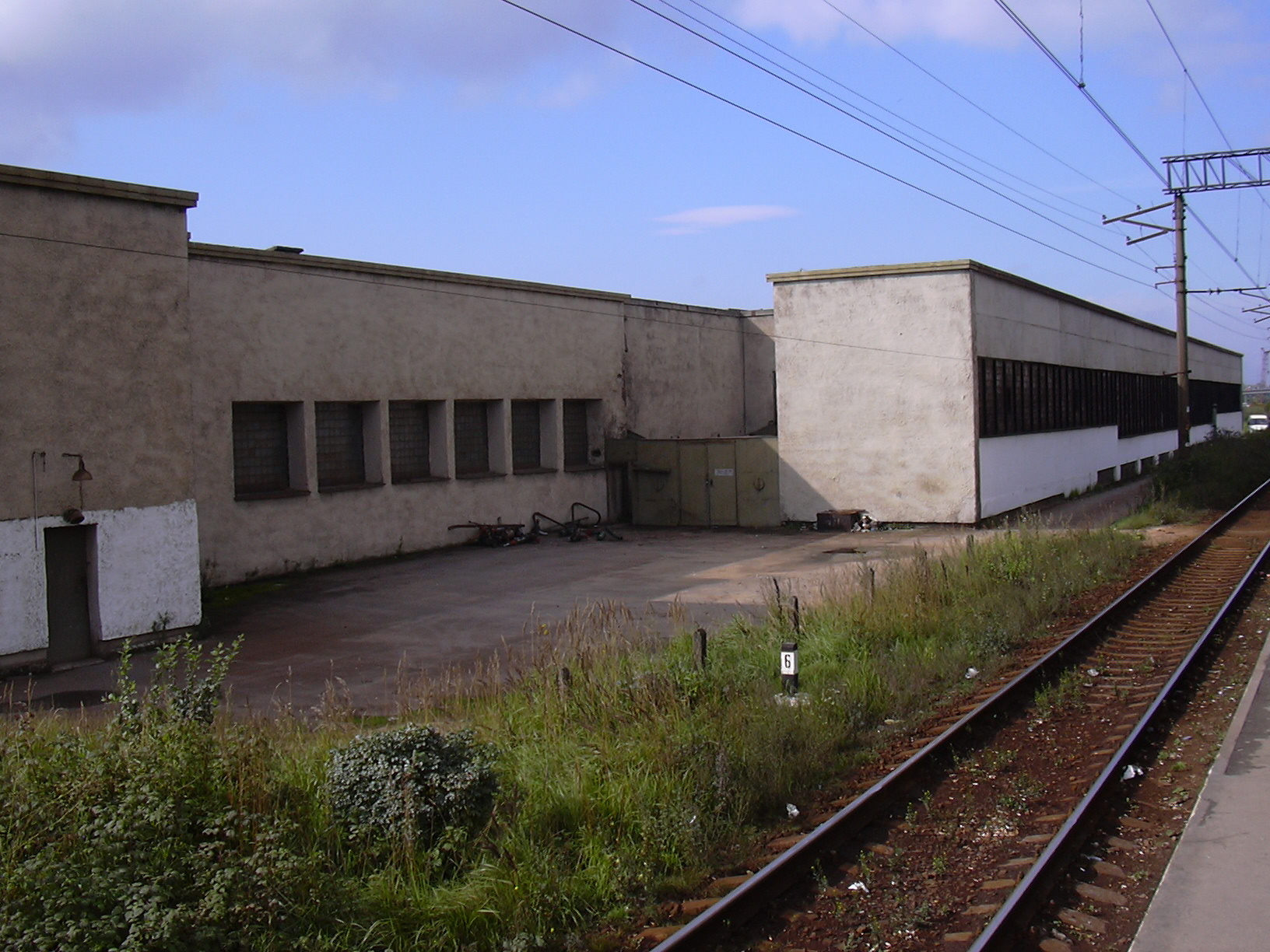
Наземные сооружения станции «Купчино» с восточной стороны

Станция расположена на Витебском проспекте (со стороны Московского района), и выходит на Балканскую площадь во Фрунзенском районе. Расположена в наземном павильоне, здание которого входит в комплекс строений одноимённой железнодорожной платформы. Территориально сооружения станции принадлежат Московскому району; два тоннельных перехода под линией железной дороги (обозначающей межрайонную границу) выводят во Фрунзенский район.
Первоначальный вариант совмещения платформ метро и железной дороги с обеспечением кросс-платформенной пересадки (впоследствии это решение реализовано на узле «Девяткино») — не был реализован ввиду больших издержек на временный перенос главного хода железной дороги (три пути) на период строительства тоннелей и станционного хозяйства (к западу от насыпи лежал чрезвычайно заболоченный участок стариц реки Волковки, осушить который к тому времени не помог вновь прорытый в начале 1960-х годов Волковский канал).
Кассовый зал и платформы станции метро соединены подземными переходами с железнодорожными платформами, площадью, примыкающей к железнодорожному полотну, и Витебским проспектом.

## Описание станции
«Купчино» — наземная крытая станция с боковыми платформами. Остеклённый павильон сооружён по проекту архитекторов К. Н. Афонской, А. С. Гецкина, И. Е. Сергеевой при участии С. С. Костенко, инженеров К. Е. Панова, И. X. Целолихиной и В. И. Хяргинен. Первая из пяти существующих наземных крытых станций Петербургского метрополитена, вторая по времени строительства наземная станция (первая наземная, открытого типа станция «Дачное» была закрыта в 1977 году). Главный инженер проекта — Конончук Г. П. (ЛМГТ).
В связи с обветшанием и ростом пассажиропотока в 2000-х годах были переоформлены выходы со станции в город. Северный переход закрылся на ремонт с 26 марта 2007 года c планами открытия на 17 августа, 7 сентября сроки были продлены по 1 октября по причине: «новые железобетонные конструкции, сооружённые в тоннеле, должны были некоторое время „устояться“, чтобы соответствовать всем строительным нормам». В результате реконструкции северный тоннель был расширен с 4 до 8 метров, и его пропускная способность составила более 30 тысяч человек в час. Сразу же после этого на ремонт был закрыт южный тоннель пешеходного перехода. В итоге по состоянию на август 2008 года оба пешеходных тоннеля были отремонтированы; кроме увеличения пропускной способности, были устроены дополнительные лестничные марши и устроены пандусы.

## Путевое развитие
За станцией находится перекрёстный съезд и пути электродепо ТЧ-3 «Московское».

## Особенности проекта и станции
- Незначительную часть перегона в сторону «Звёздной» (≈ 100 м) поезд идёт по остеклённому порталу тоннеля.
- Сооружение участка «Купчино» — «Звёздная» проходило в сложных гидрогеологических условиях — в твёрдых слоях кварцевого песчаника, пронизанного водоносными прослойками, что исключало применение механических щитов. По этой причине весь участок разрабатывался буровзрывным способом[7].
- Станция имеет 19 выходов — 8 на Витебский проспект, 8 на ж/д станцию Купчино, 2 к ТРЦ «Балканский» и улице Ярослава Гашека и один к Южной трассе Малой Октябрьской железной дороги.
- Станция дольше всех в Петербургском метрополитене пребывает в качестве конечной.

## Станция в литературе
- «Купчино» упоминается в постапокалиптических романах «Путевые знаки» и «К свету» Вселенной Метро 2033.

## В культуре
- Наряду со станциями «Парк Победы» и «Звёздная» упоминается в песне «Звёздная» группы «Телевизор».

## Наземный транспорт

### Автобусные маршруты
Отправление с Балканской площади:
| №   | Конечный пункт 1       | Пересадки | Конечный пункт 2            |
| --- | ---------------------- | --- | --------------------------- |
| 50  | Малая Балканская улица | Купчино Звёздная Московская Парк Победы Электросила Московские ворота Фрунзенская Технологический институт Сенная площадь Спасская Садовая    | Театральная площадь         |
| 53  | Завод ЖБИ-1            | Рыбацкое Пролетарская Дунайская | Купчино                     |
| 54  | Малая Балканская улица | Купчино Проспект Славы Международная Бухарестская Волковская Обводный канал Лиговский проспект Площадь Восстания Маяковская Московский вокзал | Кирочная улица              |
| 56  | Малая Балканская улица | Купчино Дунайская Проспект Славы | Ломоносовская               |
| 74  | Малая Балканская улица | Купчино Бухарестская Волковская Обводный канал Лиговский проспект Площадь Восстания Маяковская Московский вокзал                              | Смольный                    |
| 96  | Купчино                | — | Обухово                     |
| 157 | Малая Балканская улица | Купчино | Ломоносовская               |
| 159 | Малая Балканская улица | Купчино Электросила | Рощинская улица             |
| 225 | Купчино                | Проспект Славы Электросила Московские Ворота Фрунзенская Технологический институт Пушкинская Звенигородская Витебский вокзал                  | Владимирская Достоевская    |
| 246 | Купчино                | Проспект Славы Московская Ленинский проспект Проспект Ветеранов Лигово                                                                        | Проспект Маршала Жукова     |
| 253 | Купчино                | Ломоносовская Елизаровская | Площадь Александра Невского |
| 282 | Купчино                | Проспект Славы | Софийская улица             |
| 288 | Купчино                | Проспект Славы Ломоносовская Улица Дыбенко Проспект Большевиков                                                                               | Улица Маршала Тухачевского  |
| 326 | Малая Балканская улица | Купчино Дунайская | Колпино                     |

Отправление с Витебского проспекта:
| №   | Конечный пункт 1        | Пересадки                                              | Конечный пункт 2                        |
| --- | ----------------------- | ------------------------------------------------------ | --------------------------------------- |
| 63  | улица Костюшко          | Купчино Ленинский проспект Парк Победы                 | Купчино                                 |
| 72  | Кировский завод         | Купчино Парк Победы Проспект Славы                     | Купчино                                 |
| 186 | Звёздная улица          | Купчино Звёздная Шушары                                | Пушкин, Красносельское шоссе            |
| 190 | Звёздная улица          | Купчино Шушары                                         | Шушары, Старорусский проспект           |
| 196 | Звёздная улица          | Купчино                                                | Колпино, Заводской проспект             |
| 197 | Витебский проспект      | Купчино                                                | Пушкин, шоссе Подбельского              |
| 256 | Проспект Маршала Жукова | Ульянка Проспект Ветеранов Ленинский проспект Звёздная | Купчино                                 |
| 287 | Звёздная улица          | Звёздная Дунайская Шушары Купчино                      | Звёздная улица                          |
| 342 | Звёздная Купчино Шушары | Московское шоссе, 33                                   | Гуммолосары                             |
| 388 | Звёздная улица          | Купчино                                                | микрорайон «Славянка», Ростовская улица |
| 521 | Купчино                 | Царское Село Павловск Новолисино                       | Поги                                    |

### Трамвайные маршруты
| №  | Конечный пункт 1 | Пересадки                                                                              | Конечный пункт 2       |
| -- | ---------------- | -------------------------------------------------------------------------------------- | ---------------------- |
| 25 | Купчино          | Проспект Славы Международная Бухарестская Волковская Обводный канал Лиговский проспект | улица Марата           |
| 43 | Купчино          | Проспект Славы Международная Бухарестская Электросила                                  | Московские ворота      |
| 45 | Купчино          | Дунайская Проспект Славы Международная Бухарестская Парк Победы Московская             | проспект Юрия Гагарина |
| 62 | Купчино          | Дунайская                                                                              | Малая Балканская улица |

### Троллейбусные маршруты
| №  | Конечный пункт 1 | Пересадки              | Конечный пункт 2       |
| -- | ---------------- | ---------------------- | ---------------------- |
| 39 | Купчино          | —                      | Электросила            |
| 47 | Московская       | Проспект Славы Купчино | Малая Балканская улица |